# Ichthydium (Ichthydium) bifasciale
Ichthydium (Ichthydium) bifasciale is een buikharige uit de familie Chaetonotidae. Het dier komt uit het geslacht Ichthydium. Ichthydium (Ichthydium) bifasciale werd in 1990 voor het eerst wetenschappelijk beschreven door Schwank. 